# LGV Atlantique
LN 2, Ligne Nouvelle 2 (pl. Nowa Linia nr 2), także LGV Atlantique – francuska linia kolejowa wysokich prędkości, łącząca Paryż i Tours oraz Le Mans. Linia składa się z dwóch odcinków, zachodniego, obsługującego ruch w kierunku Bretanii oraz południowo-zachodniego, łączącego Paryż z Akwitanią.

## Przebieg

### Odcinek wspólny
Linia rozpoczyna się 6 km za dworcem Montparnasse i przebiega przez południowe przedmieścia Paryża, częściowo pod ziemią, śladem dawnej linii Paryż - Chartres.
Pociągi przybywające z północy, wschodu lub południowego wschodu korzystające z LGV Interconnexion wjeżdżają na linię w mieście Massy. Za dworcem Massy TGV linia przebiega w tunelu Villejust, za którym biegnie wzdłuż autostrady A 10, od końca tunelu prędkość drogowa wynosi 300 km/h. Na wysokości punktu poboru opłat Saint-Arnoult linia skręca na południe przebiegając pod autostradą. Koniec odcinka wspólnego znajduje się w kilometrze 130, na terenie gminy Courtalain.

#### Charakterystyki techniczne
- Całkowita długość obiektów inżynierskich:
  - Tunele, wiadukty kryte i odcinki podziemne: 14316 m.
  - Mosty i wiadukty: 220 m.
- Całkowita długość: 124 km
- Prędkość drogowa:
  - Vanves - Massy: 200 km/h.
  - Massy - Villejust: 220 km/h.
  - Villejust - Courtalain : 300 km/h.

### Odcinek zachodni

#### Charakterystyki techniczne
- Całkowita długość: 53 km
- Prędkość drogowa:
  - rozgałęzienie w Courtalain: 220 km/h
  - Courtalain - Connerré: 300 km/h

### Odcinek południowo-zachodni
Za Courtalain linia zakręca łagodnym łukiem w kierunku doliny rzeki Loir. W kilometrze 162 znajduje się dworzec Vendôme TGV, a cztery kilometry dalej, znajduje się miejsce, w którym pociąg TGV Atlantique pobił 18 maja 1990 rekord prędkości pojazdu szynowego. Linia wkracza następnie na teren departamentu Indre i Loara, przechodzi pod autostradą A 10 i opada w dolinę rzeki Loir. Po minięciu tunelu w Vouvray (długość 1496 metrów ) linia przebiega po trzech wiaduktach o łącznej długości ok. 1 km, przerzuconych nad rzeką. Po rozgałęzieniu w pobliżu Saint-Pierre-des-Corps, LGV przebiega nad doliną rzeki Cher, po czym przebiega w odcinku krytym. Do połączenia ze starą linią kolejową na północ od miasta Monts linia biegnie wzdłuż planowanej obwodnicy miasta Tours.

#### Charakterystyki techniczne
- Całkowita długość obiektów inżynierskich:
  - Tunele i odcinki podziemne: 1699 m.
  - Mosty i wiadukty: 2848 m.
- Całkowita długość: 102 km
- Prędkość drogowa:
  - Courtalain - Vouvray: 300 km/h.
  - Vouvray - Monts: 270 km/h

#### Plany rozbudowy
LGV Atlantique jest nazwą linii biegnącej z Paryża do Tours. Planowane przedłużenie w kierunku Bordeaux i granicy hiszpańskiej nosi nazwę LGV Sud Europe Atlantique.

## Historia
- 1 stycznia 1983: utworzenie dyrekcji do spraw nowej linii w strukturach SNCF.
- 25 maja 1984: deklaracja użyteczności publicznej.
- 15 lutego 1985: rozpoczęcie prac w pobliżu miejscowości Boinville-le-Gaillard.
- 1 lipca 1987: rozpoczęcie układania torów w pobliżu miejscowości Auneau.
- 24 września 1989: oddanie do eksploatacji odcinka zachodniego Montrouge - Connerré.
- 18 maja 1990: ustanowienie rekordu prędkości pojazdu szynowego przez TGV Atlantique nr 325 (odcinek południowo-zachodni, kilometr 166,8).
- 25 września 1990: oddanie do użytku odcinka południowo-zachodniego Courtalain - Saint-Pierre-des-Corps.
- wrzesień 2006: od czasu otwarcia linii pociągi TGV przewiozły 20 mln pasażerów między Paryżem a Tours.